# Sidensvansen 7

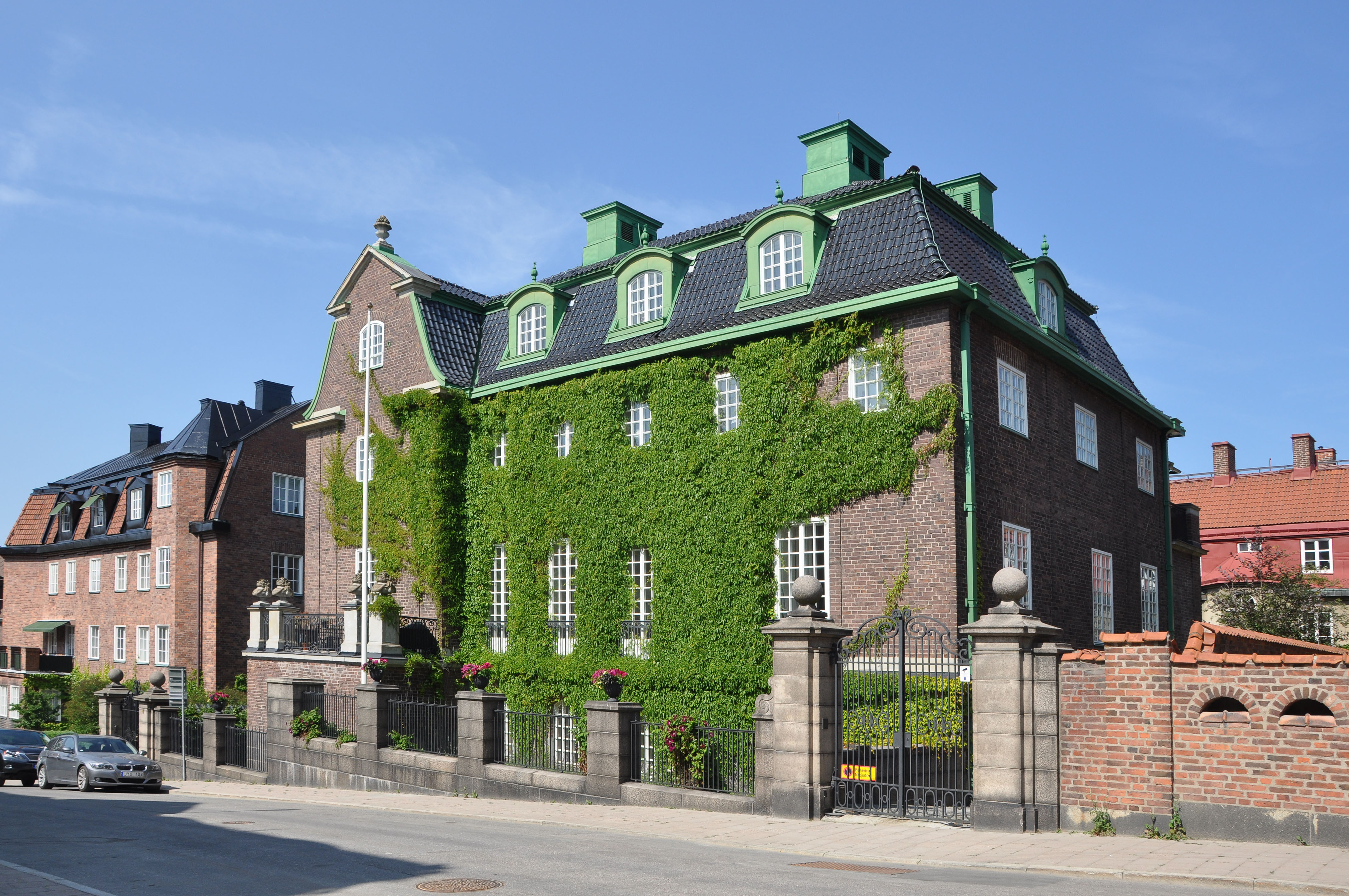
Fastigheten Sidensvansen 7, Bragevägen 4. Till vänster ansluter Sidensvansen 8, juli 2010.

Sidensvansen 7 är en kulturhistoriskt mycket värdefull före detta villafastighet i kvarteret Sidensvansen vid Bragevägen 4 i Lärkstaden på Östermalm i Stockholm. Byggnaden uppfördes 1914–1916 som enfamiljsvilla för försäkringsdirektören Bengt Johansson efter ritningar av arkitekt Isak Gustaf Clason. I huset låg Kinas Stockholmsambassad mellan 1955 och 1991. Fastigheten är blåmärkt av Stadsmuseet i Stockholm vilket är den högsta klassen och innebär "att bebyggelsen bedöms ha synnerligen höga kulturhistoriska värden".

## Historik

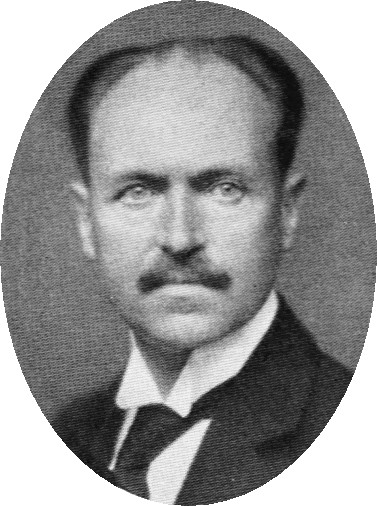
Bengt Johansson.

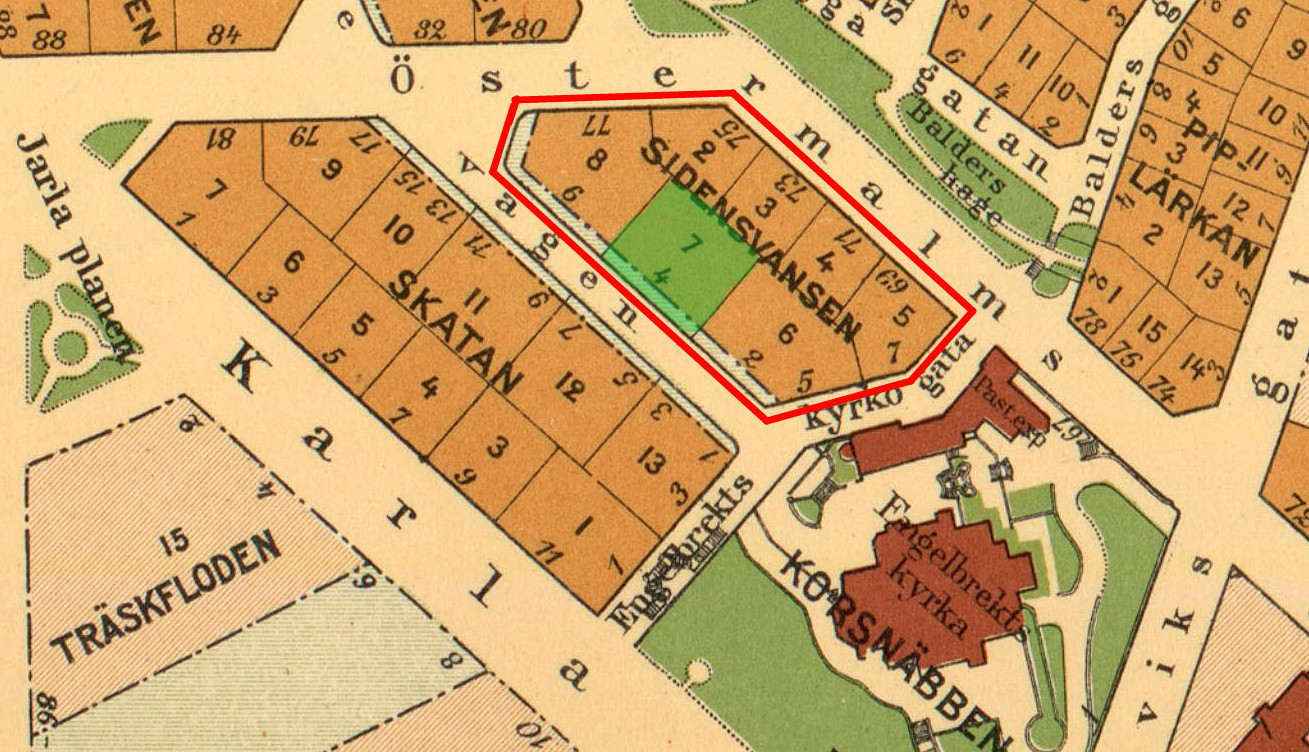
Tomten Sidensvansen 7 (grön), 1930.

Kvarteret Sidensvansen och anslutande kvarter (då fortfarande namnlösa) bildares 1908 i samband med en stadsplan för Eriksbergsområdet med omgivning som upprättats av stadsingenjören Gustaf von Segebaden och som i sin tur byggde på ett stadsplaneförslag ritat 1902 av stadsplanearkitekten Per Olof Hallman. 
En stadsplaneändring från 1913 innebar att husen i Engelbrektskyrkans omgivning kunde reduceras i höjd och delvis uppföras som fristående byggnadskroppar, några som flerfamiljshus och några som villor för ett hushåll, ett av de senare var Sidensvansen 7. Anledning var att nya bostadshus i kyrkans grannskap skulle förhöja den monumentala byggnadens intryck och inte förringa det. Även fasad- och takmaterial i området anpassades, efter viss styrning från byggnadsnämndens sida, helt till kyrkobyggnadens fasadutförande. 
Tomten Sidensvanden 7 omfattade en areal om 931,9 kvadratmeter som såldes av Stockholms stad med äganderätt (”å fri och egen grund” står det på tomtkarten). Egendomen förvärvades i juli 1914 av försäkringsdirektören Bengt Johansson. För den arkitektoniska utformningen stod Isak Gustaf Clason tillsammans med sin medarbetare Harald André, ritningarna är dock signerade ”G:Gust:Clason”. För byggarbetena svarade byggmästaren Frithiof Dahl.

## Byggnadsbeskrivning

### Exteriör

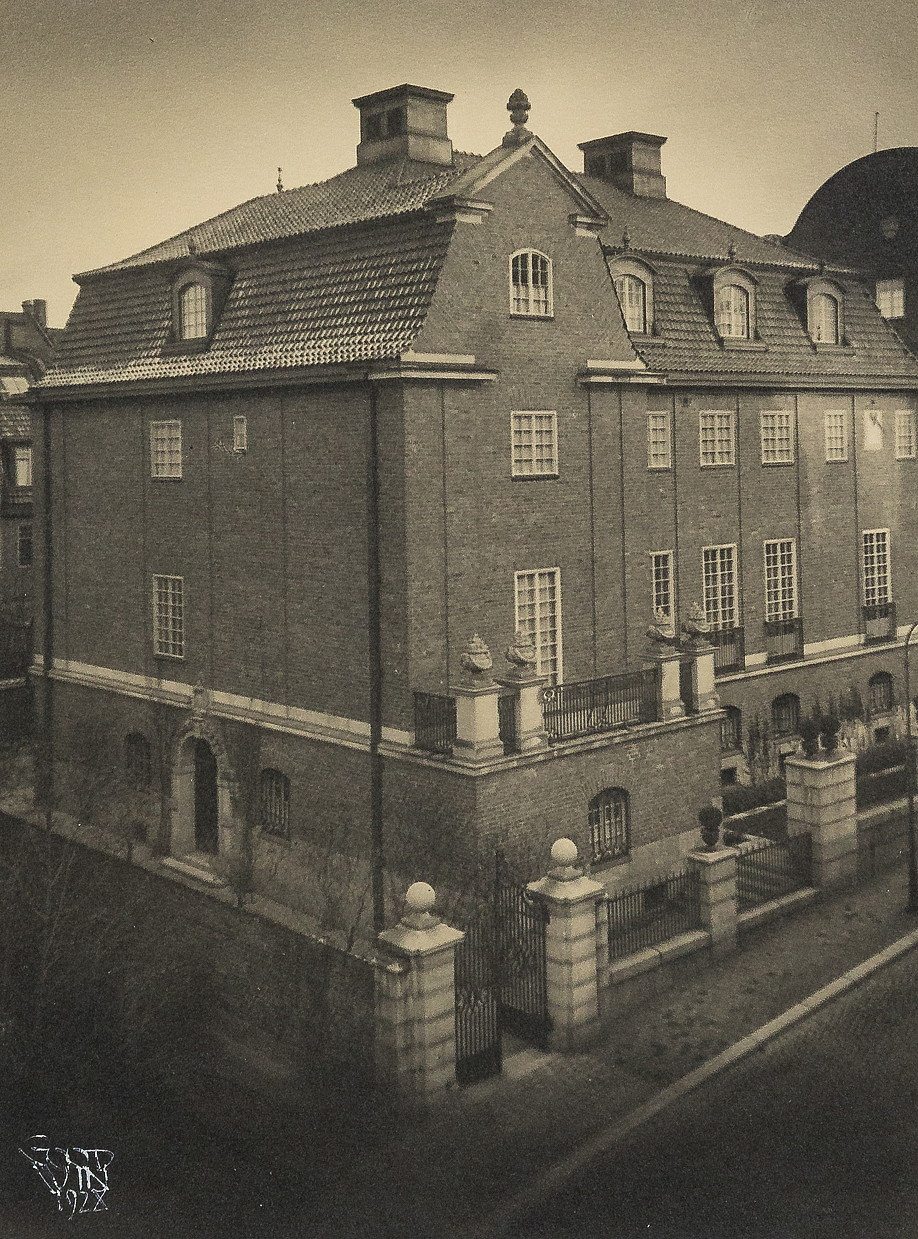
Byggnaden 1928 på ett fotografi av Henry B. Goodwin, troligen taget från hans fönster i huset mittemot, Skatan 11.

Sidensvansen 7 uppfördes i två våningar samt källare, souterrängvåning och inredd vind. Fasadmaterial är fogstruket rött tegel som ansluter till Engelbrektskyrkans exteriör och var ett krav i stadsplanen. Mot gatan dominerar ett framspringande gavelparti med hög fronton och triangulär avslutning (enligt ursprungsritning med välvd avslutning). Nedanför, i höjd med huvudvåningen, märks en terrass med vitmålade plintar och urnor, mellan dem uppsattes dekorativa smidesräcken. För övrigt accentueras fasaderna av grunda pilaster och ett solur signerat Edvard Jäderin. Yttertaket fick utsvängda takfall och täcktes av svartglaserat tegel. Förgården är tre meter bred och inhägnades mot gatan av granitplintar med smidesräcken. Mot gårdssidan medgav stadsplanen en sex meter bred remsa för en mindre trädgård.

### Interiör
Huvudentrén är från västra gaveln och i höjd med souterrängvåningen. Man beträder en rymlig hall med öppen spis, därefter ett stort kapprum med separat herr- och damtoalett, och sedan huvudtrappan som anordnades i norra hörnet. Där fanns även den hiss som gick genom samtliga plan. På bottenvåningen (på ritningar kallad "huvudvåningen") låg förmak med terrass, salong, matsal, kök, serveringsrum och ett mindre frukostrum. På våning en trappa hade familjen Johansson sin sovrumsavdelning med herrens och fruns sovrum och tre barnkammare. I vindsvåningen fanns ytterligare två sovrum samt tre jungfrukammare. En interntrappa gick mellan alla våningar. 
Av samtida fotografier framgår att Johanssons patriciervilla inrymde ytterst påkostade inredningar i gustaviansk stil, helboaserade väggar i vitt med förgyllda listverk, rikt arbetade stucktak, stora öppna spisar av sten och huvudtrappan med smidesräcken.
Rumsfördelningen enligt ursprungsritningar från 1915 var följande:
- Källarvåning – pannrum, ved- och kolkällare, matkällare, vinkällare, kassavalv
- Souterrängvåning – entré, hall, kapprum, en portvaktslägenhet om ett rum och kök, tvättstuga, mangelrum och garage med infart från gårdssidan
- Bottenvåningen – hall, förmak, salong, matsal, kök, serveringsrum, frukostrum
- Våning 1 trappa – hall, herrens sovrum, fruns sovrum (badrum däremellan), tre barnkammare
- Vindsvåning – hall, två sovrum (badrum däremellan), tre jungfrukammare.

### Originalritningar från 1915

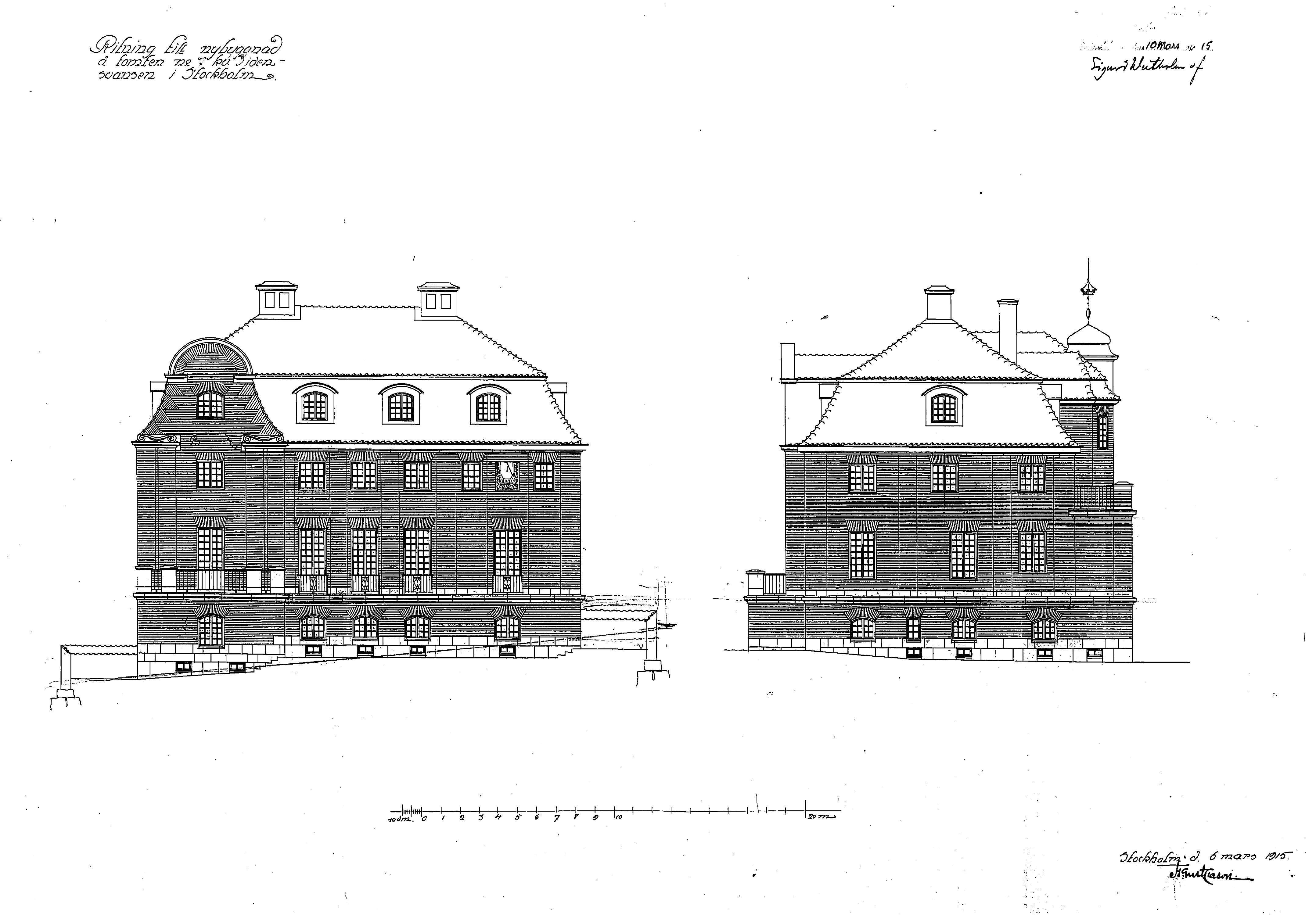
Fasad mot gatan och södra gaveln.
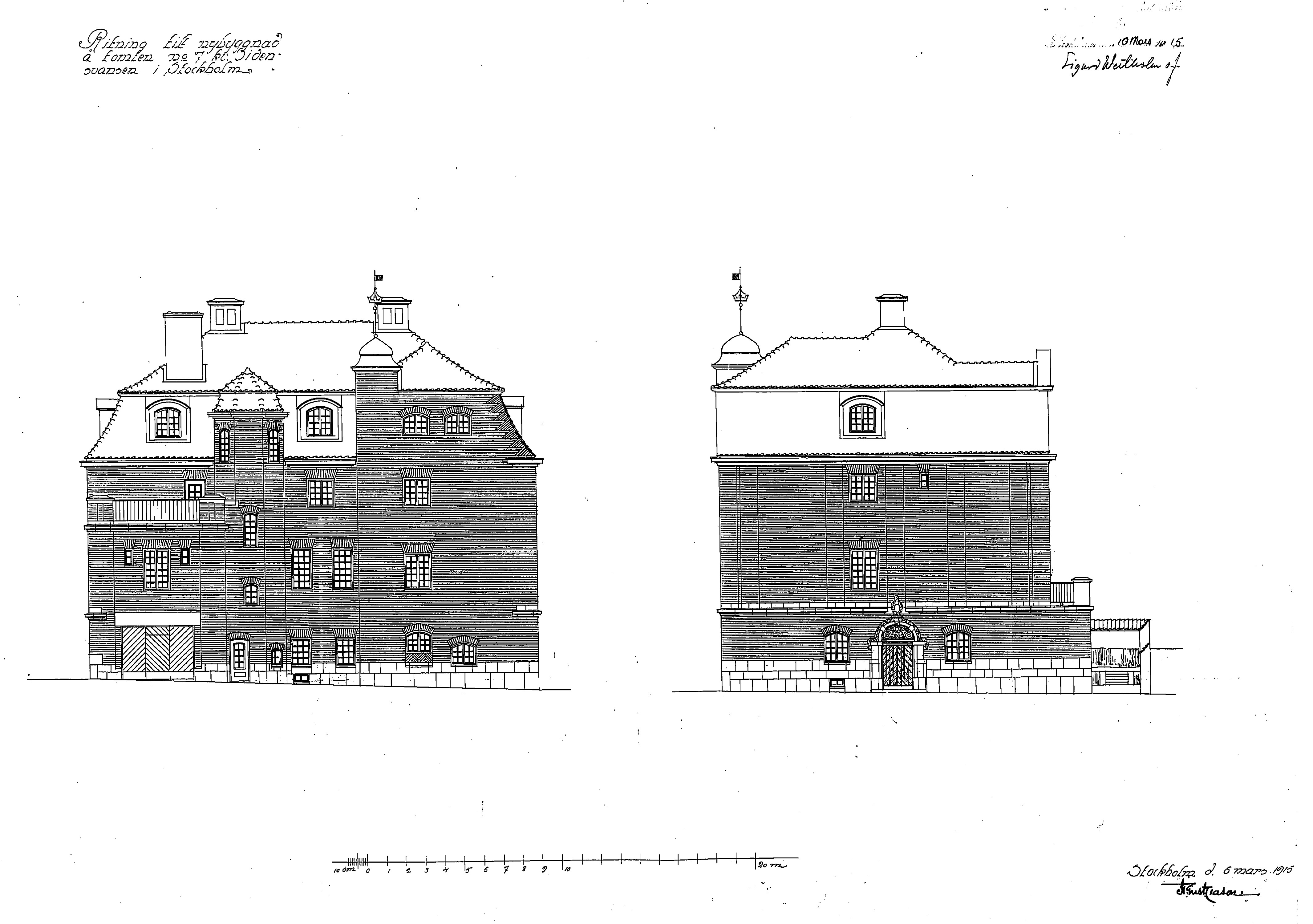
Fasad mot gården och norra gaveln.
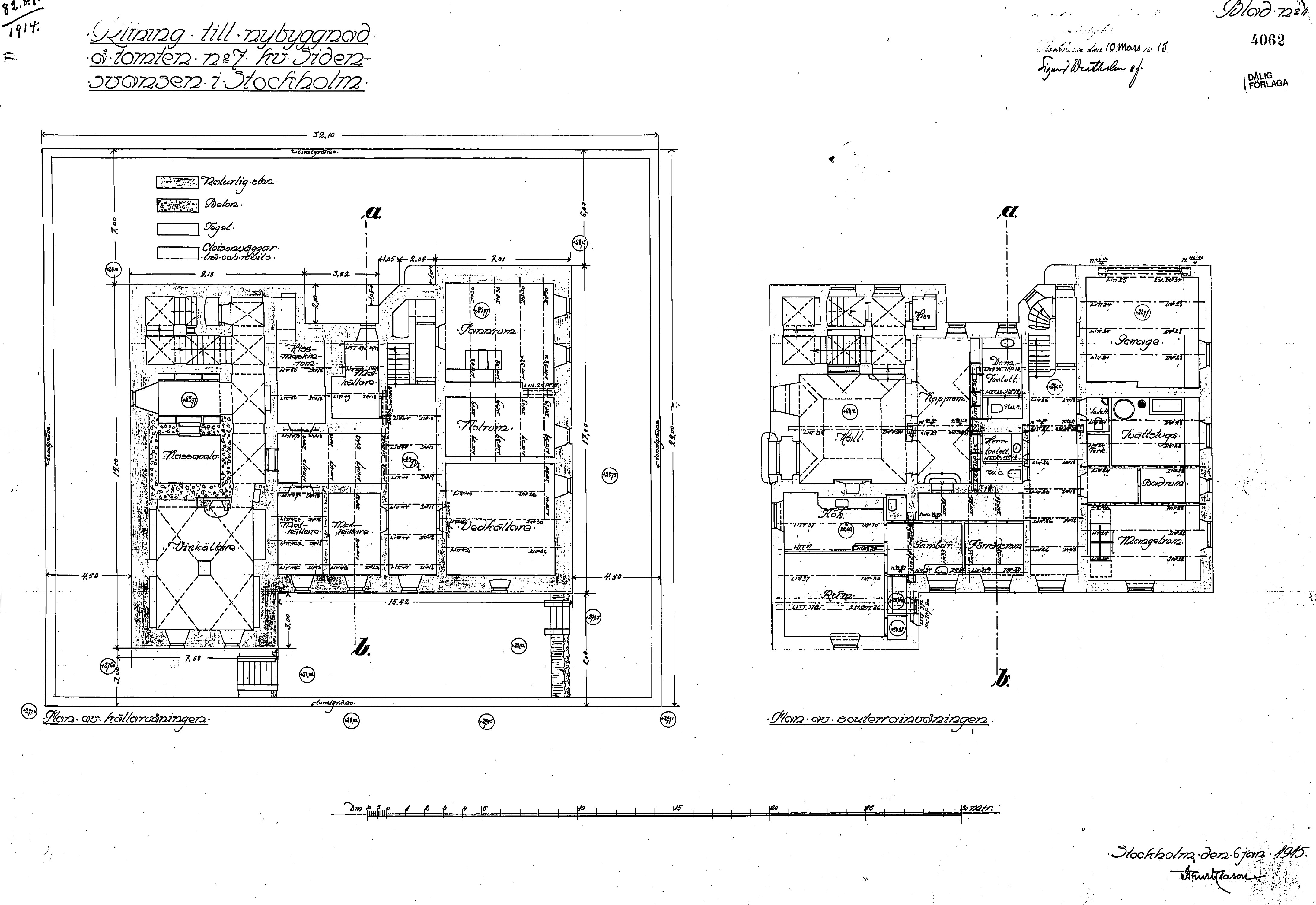
Källarvåningen och souterrängvåningen.
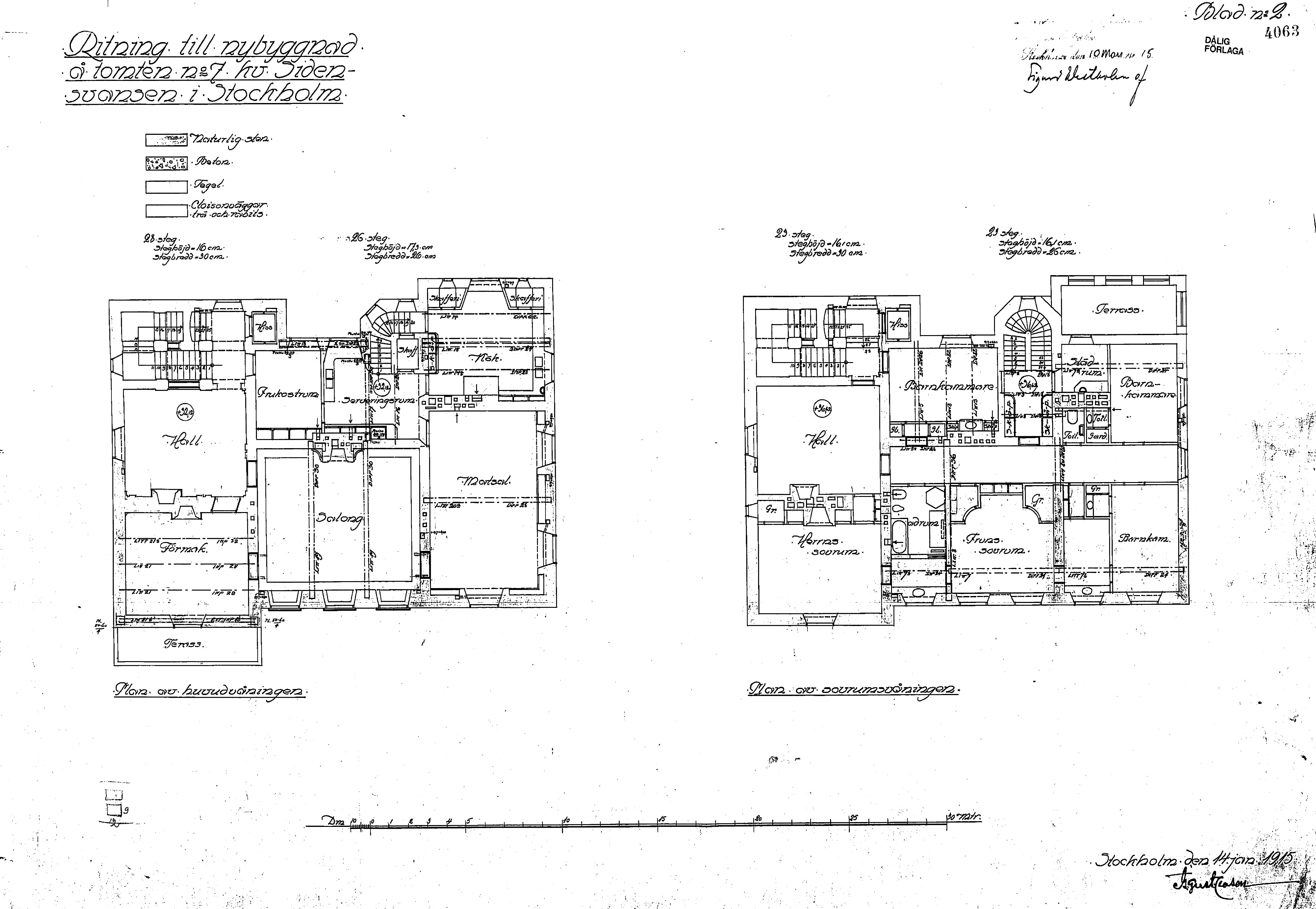
Huvudvåningen och sovrumsvåningen.

## Husets vidare öden
Johansson bebodde Sidensvansen 7  till sin död 1949. 1955 förvärvade folkrepubliken Kina fastigheten för att här inrymma sin Stockholmsambassad. Därmed kontoriserades villan. Efter ambassadens flytt till gamla Dragongårdena område på Gärdet på 1990-talet fanns planer på att nyttja fastigheten som kontor och friskola. I slutet av 1990-talet ändrades användning från kontor till hotell. 2016 upprättades ritningar avseende återställande till storstadsvilla med boende i tre plan. Idag (2022) ägs fastigheten av Harald Mix via hans bolag Fastighets AB Bombicilla.

### Nutida bilder

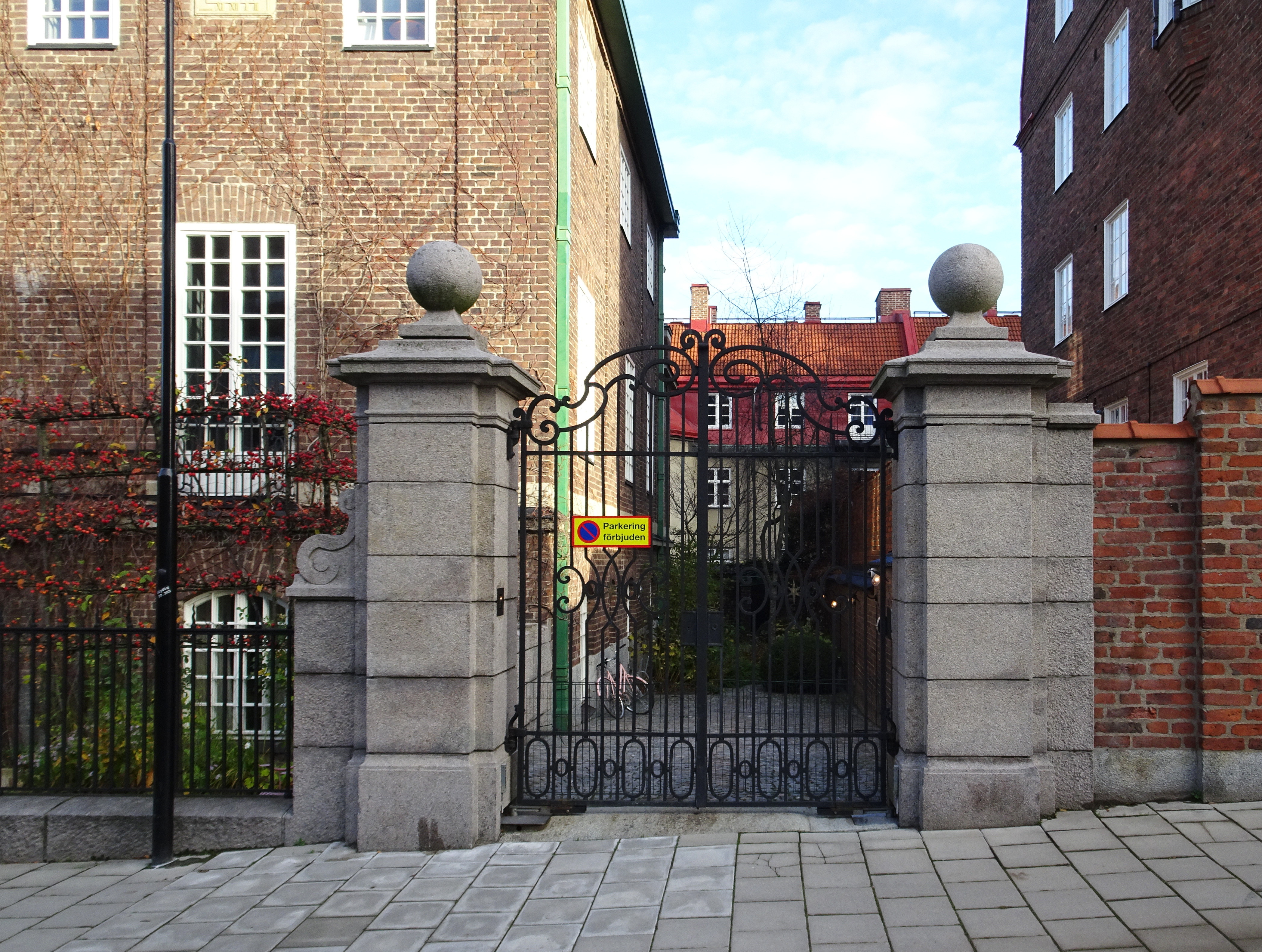
Entrégrind.
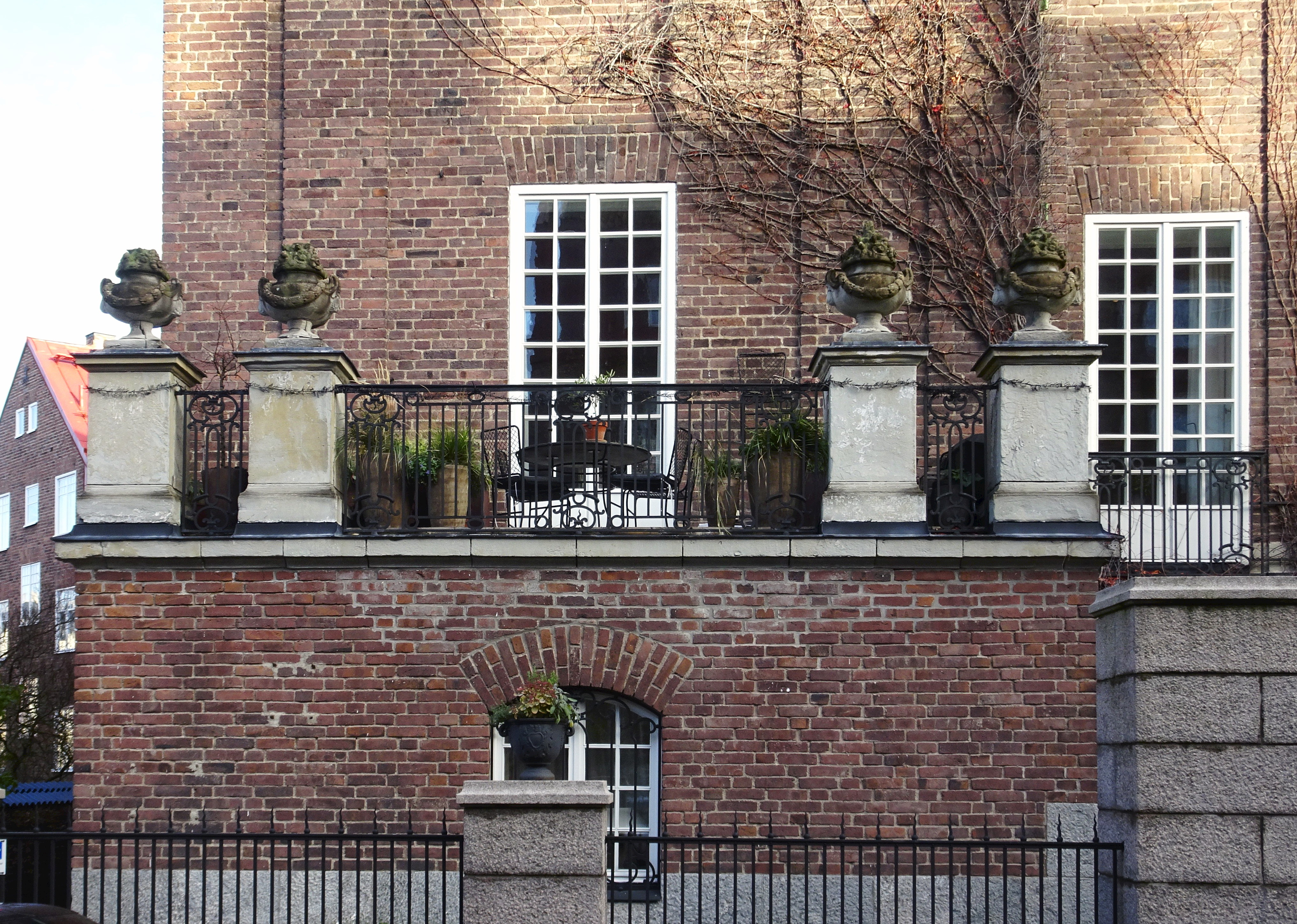
Terrass.
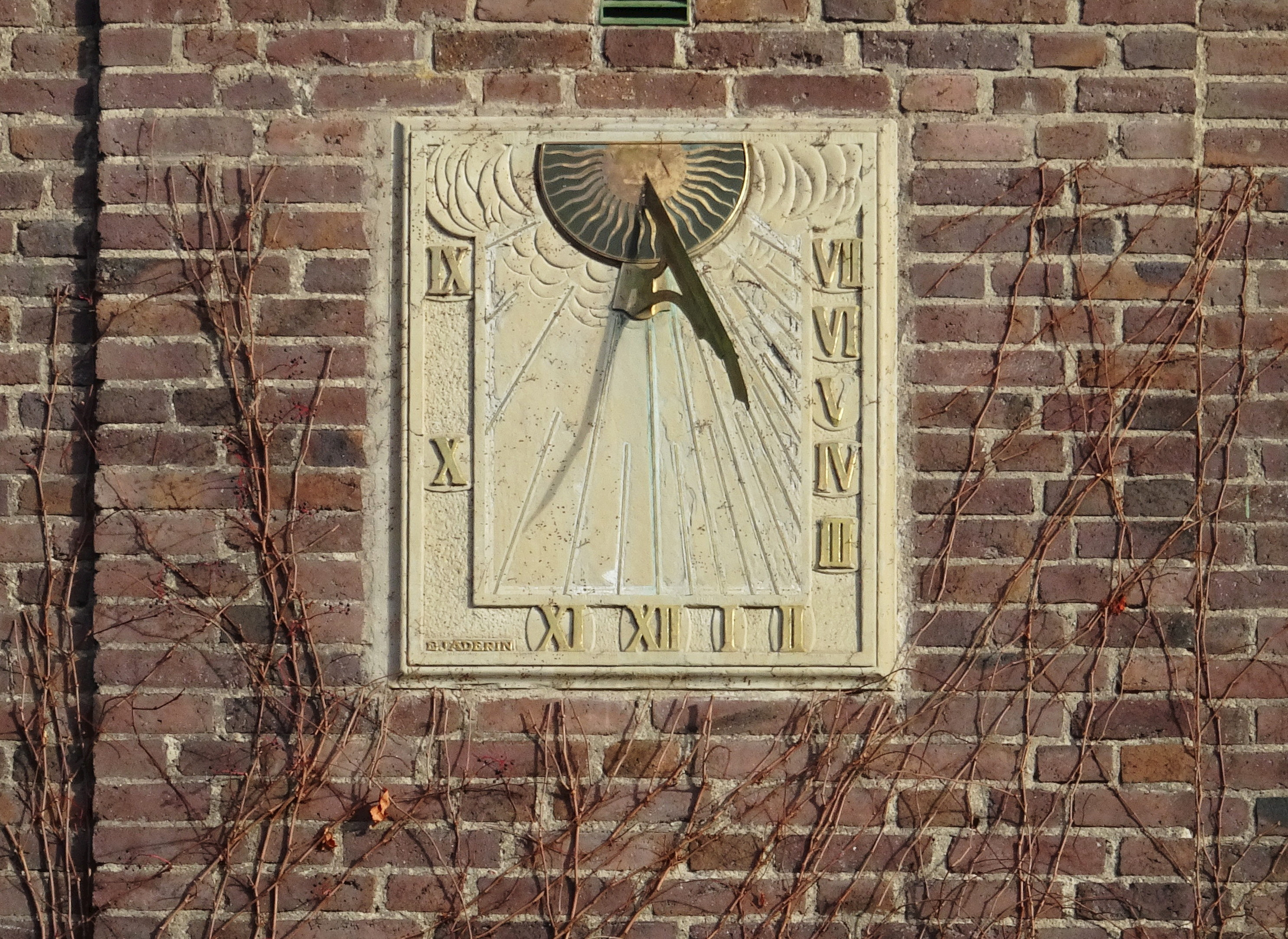
Soluret.
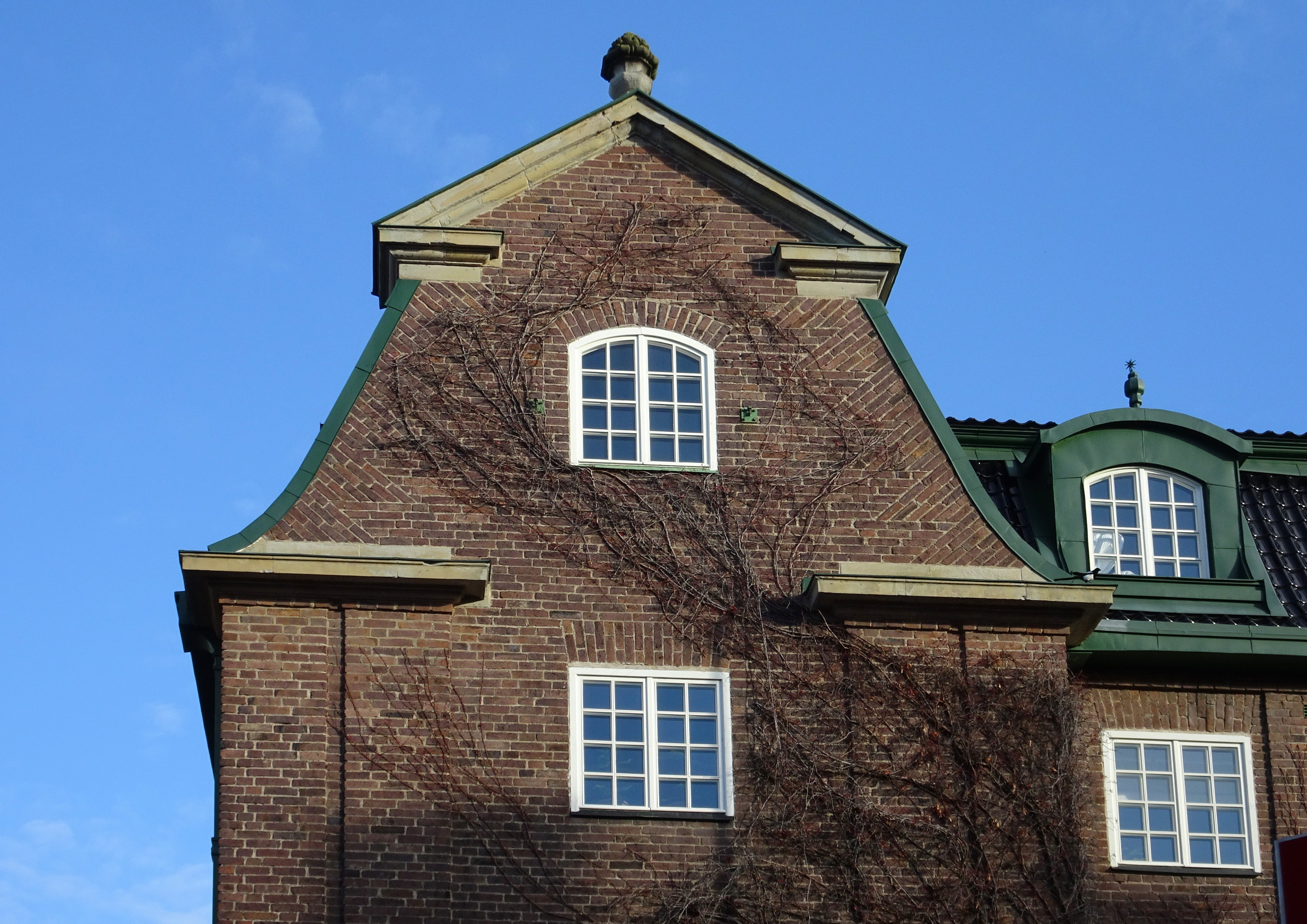
Gavelfrontonen.